# Joan Baez in Concert
Joan Baez in Concert es el primer álbum en directo de la cantante estadounidense Joan Baez, publicado por la compañía discográfica Vanguard Records en septiembre de 1962. Alcanzó el puesto diez en la lista estadounidense Billboard 200.

## Lista de canciones
Todas las canciones tradicionales y arregladas por Joan Baez excepto donde se anota.
1. "Babe, I'm Gonna Leave You" (Anne Bredon) – 2:38
2. "Geordie" (Child No. 209) – 3:22
3. "Copper Kettle" (Albert Frederick Beddoe) – 2:27
4. "Kumbaya" – 2:55
5. "What Have They Done to the Rain" (Malvina Reynolds) – 2:26
6. "Black Is the Color of My True Love's Hair" (Tradicional, arr. John Jacob Niles) – 2:33
7. "Danger Waters (Hold Me Tight)" (Jacob Browne, Arthur S. Alberts) – 3:16
8. "Gospel Ship (When We're Traveling Through the Air)" (Herbert Buffum) – 2:55
9. "The House Carpenter" (Child No. 243) – 5:08
10. "Pretty Boy Floyd" (Woody Guthrie) – 4:17
11. "Lady Mary" – 2:41
12. "Até Amanhã" ("Until Tomorrow") – 2:12
13. "Matty Groves" (Child No. 81) – 7:44

Temas extra
1. "Streets of Laredo" – 2:41
2. "My Good Old Man" – 3:23
3. "My Lord, What A Morning" – 4:00

## Personal
- Joan Baez: voz y guitarra acústica

## Posición en listas
| País           | Lista         | Posición |
| -------------- | ------------- | -------- |
| Estados Unidos | Billboard 200 | 10       |